# Вагнер, Юрген
Юрген Вагнер (нем. Jürgen Wagner, 9 сентября 1901, Страсбург — 27 июня 1947, Белград), командир 23-й добровольческой моторизованной дивизии СС «Нидерланд», бригадефюрер СС и генерал-майор войск СС.

## Биография
Родился в семье прусского майора, позднее генерала от инфантерии и командира 17-го армейского корпуса Эрнста Вагнера.
Дошкольное образование получил в Везере и Мюнстере, учился в средней школе в Эрфурте.

В 1915 году принят в кадетский корпус в Наумбурге, передан в Берлин-Лихтерфельде.

В начале 1920 года участвовал в борьбе в Руре, фрайкор Мюнстр.

В марте 1921 года направлен в 12-й полк в Кведлинбурге (офицер-кандидат). В 1925 году — фаненюнкер/унтер-офицер.
В марте 1924 года женился на единственной дочери ювелира и в мае 1926 года подал прошение об выходе из рейхсвера, в июне просьба удовлетворена.

Полгода работал на фабрике в Дармштадте, 5 семестров изучал машиностроение во Фридберге.

С 1930 по 1931 годы работал помощником инженера в «Хёхст АГ», но был уволен и не смог нигде устроиться.

### В СС
15 июня 1931 года вступил в СС как СС-манн. 1 ноября 1931 года вступил в НСДАП (билет № 707279).

В дальнейшем быстро продвинулся по службе: 15.03.1932 — шарфюрер СС, 02.04.1932 — труппфюрер СС, 20.04.1933 года — штурмфюрер СС.
С октября 1932 года вёл спортшколу СС «Кальвёрде». С 8.07.1933 по 28.09.1933 года тренировал 3-ю учебную роту Зондеркоммандо «Ютеборг».
07.10.1933 года был принят на службу в Лейбштандарте СС «Адольф Гитлер».
01.10.1933 года — штурмбаннфюрер СС, командир 2-го батальона Лейбштандарте СС «Адольф Гитлер».
Принимал участие в расправе над СА, за что 4 июля 1934 года получил звание оберштурмбаннфюрера СС.

С января 1935 года — ответственный за подготовку унтер-офицерского состава в Лейбштандарте СС «Адольф Гитлер».
4 октября 1938 года участвовал в оккупации Судет, занял город Комотау (как командир II/LAH). В начале 1939 года переведён в штандарт СС «Дойчланд». С 13.07.1939 года по октябрь 1940 года — командир 11 штандарта ТК.
Участвовал в польской, французской, югославской и русской кампаниях.
1.09.1941 года — штандартенфюрер СС. 9.11.1942 года — оберфюрер СС. 20.04.1944 года — бригадефюрер СС и генерал-майор войск СС.

С 14 октября по 21 ноября 1941 года временно командовал полком «Дойчланд». 22 ноября был ранен у Веретёнки.

С февраля 1942 года командовал «Ауфштеллунгштаб Сеннелагер».

С 1 июня 1942 года по 30 ноября 1943 года являлся командиром 9-го моторизованного полка СС «Германия» в составе 5-й танковой дивизии СС «Викинг».
3 октября 1943 года добрался до бригады «Недерланд» в Загребе, которую возглавил с 13 октября.

С 20 апреля по 2 ноября 1944 года был командиром полка СС «Ландшторм Нидерланд», а затем и 4-й добровольческой моторизованной бригады СС «Нидерланд».
В августе 1944 года командовал боевой группой на Эмайыгиском фронте в Эстонии.
10 февраля 1945 года 4-я добровольческая моторизованная бригада СС «Нидерланд» была преобразована в 23-ю добровольческую моторизованную дивизию СС «Нидерланд». Эту дивизию возглавил Вагнер и командовал ею до 8 мая 1945 года.
 Одновременно с 20 апреля по май 1944 года исполнял обязанности командующего 4-й полицейской моторизованной дивизией СС.
8 мая 1945 года сдался англо-американским войскам около Тангермюнде. Позднее выдан Югославии.

Процесс по делу Вагнера проходил в Зренянине 29 мая — 6 июня 1947 года.

Он был приговорён к смертной казни и повешен 27 июня 1947 года в Белграде.

## Награды
- Рыцарский крест с Дубовыми Листьями — 11 декабря 1944 (№ 680)
- Рыцарский крест Железного креста — 24 июля 1943
- Немецкий крест в золоте — 8 декабря 1942
- Железный крест 1 класса — в 1939
- Железный крест 2 класса — в 1939
- Медаль «В память 13 марта 1938 года»
- Медаль «В память 1 октября 1938 года»
- Нагрудный штурмовой пехотный знак
- Нагрудный знак за ранение в чёрном — в 1939